# Wladimir Alexandrowitsch Astapowski
Wladimir Alexandrowitsch Astapowski (russisch Владимир Александрович Астаповский; * 16. Juli 1946 in Brjansk; † 12. April 2012 in Moskau, Russland) war ein sowjetischer Fußballtorwart.
Astapowski spielte in seiner Jugend bei Dynamo Brjansk, dem Team seiner Heimatstadt. Nach Stationen bei Neftçi Baku und in Sewastopol kam er im Jahr 1969 zu ZSKA Moskau. Im Jahr 1970 gewann er mit diesem Team die sowjetische Meisterschaft. 1976 wurde er zum sowjetischen Fußballer des Jahres gewählt. Von 1981 bis 1982 spielte er für SKA Chabarowsk.
Von 1975 bis 1977 spielte Astapowski 11-mal für die sowjetische Nationalmannschaft. Bei den Olympischen Spielen 1976 gewann er mit dem sowjetischen Team die Bronzemedaille.
Astapowski starb am 12. April 2012 im 66. Lebensjahr.